# 村瀬春雄
村瀬 春雄（むらせ はるお、1871年5月18日（明治4年3月29日） - 1924年（大正13年）4月9日）は、日本の保険学者、実業家。法学博士。族籍は兵庫県平民。

## 概要
日本の海上保険学の祖とされる。東京高等商業学校（現一橋大学）教授や帝国海上保険副社長を歴任し、独自の保険学を確立するとともに、多くの後進を育てた。申酉事件で母校防衛に尽力し、没後キャンパス内に胸像が設置された。

## 経歴
東京で生まれた。旧福井藩士・関戸由義の二男。兵庫県神戸市北長狭通出身。父である関戸由義は福沢諭吉の知人で、自家の屋敷内で福沢らが神戸商業講習所を設立。1883年、東京府平民・村瀬さだの死跡を相続する。
神戸商業講習所が改組された兵庫県立神戸商業学校（現兵庫県立神戸商業高等学校）を5回生として卒業後、1886年高等商業学校（現一橋大学）に入学。同校予科修了後、同校本科に進学した。本科2年で中退し1890年から永富雄吉とともにベルギーのアントワープ高等商業学校（Institut supérieur de commerce d'Anvers：現アントウェルペン大学）に留学。優等の評価でリサンシェ・アン・シャンス・コンメルシャル（商学士）を取得後、ドイツやフランスに留学し、ライプツィヒ大学で学んだ。
1893年に帰国すると、弱冠23歳で東京高等商業学校（現一橋大学）教授となり、日本で初めて海上保険の講義を行った。
また、高商同僚の志田鉀太郎、下野直太郎、關一、佐野善作、星野太郎、坂本陶一、石川文吾、瀧本美夫、横井時冬らとともに明治大学商学部設立に尽力し、同学部が設立された1904年から1909年まで講師として「海運」や「海上保険」を講じた。
1895年帝国海上保険（現損害保険ジャパン）副支配人に就任。1907年法学博士。1912年帝国海上保険副社長。帝国保険勤務の傍ら、1921年まで高商の講師として「保険」、「海運」を講じた。大正13年4月9日没。墓所は青山霊園。

## 人物
研究においては、保険実務と学問を融合させ、日本の海上保険学の祖とされる。藤本幸太郎（一橋大学名誉教授）や加藤由作（一橋大学名誉教授）、田崎慎治（神戸大学名誉教授・元学長）、倉田庫太（元帝国海上保険取締役、元早稲田大学講師）、瀧谷善一（元神戸商大（現神戸大）教授）、岩本啓治（元横浜高等商業学校（現横浜国立大学）教授）など多くの保険学者を養成した。
1908年の申酉事件では、図師民嘉、成瀬隆蔵、八十島親徳らとともに大学問題実行委員に就任。文部大臣らの説得に尽力し、母校防衛に貢献した。1924年に54歳で死去。生前に寄贈された蔵書は関東大震災で焼失してしまったため、のちに蔵書リストに基づき佐野善作学長ら村瀬博士記念事業会が大学附属図書館村瀬文庫の収集を行った。没後40年の1964年に村瀬春雄博士胸像除幕式が行われ、一橋大学経済研究所東に胸像が置かれている。
住所は東京本郷春木町。

## 家族・親族
村瀬家
- 妻・せい（1875年 - ?、東京士族、永富雄吉の妹）[1]
- 子[1]

親戚
- 妻の兄・永富雄吉（高商の先輩で、高商講師や日本郵船副社長を歴任）[14][7]。
- 息子良平の妻の伯父・平井晴二郎